# Vera Atkins
Vera Atkins née Vera Maria Rosenberg le 16 juin 1908 à Galați, en Royaume de Roumanie, décédée le 24 juin 2000 à Hastings, fut durant la Seconde Guerre mondiale, une agente du britannique Special Operations Executive[Quoi ?] (SOE), adjointe de Maurice Buckmaster, le responsable de la section F. À ce poste basé à Londres, elle participa à la direction des opérations menées par la section F en France contre l'occupant.

## Biographie

### Famille et jeunesse
Vera May Rosenberg est née le 16 juin 1908 à Galați, en Roumanie, dans une famille juive aisée. Ses parents sont Max Rosenberg (1874-1932), un homme d'affaires allemand et Zefra Hilda Atkins (-1947), britannique d'origine sud-africaine. Elle a deux frères. Un de ses cousins est Rudolf Vrba,,.
Elle passe sa jeunesse à Bucarest, puis suit quelque temps les cours de langues modernes à la Sorbonne et termine ses études à Lausanne. Elle fait ensuite une formation dans une école de secrétariat à Londres.
Vera Atkins travaille comme traductrice et représentante pour une compagnie pétrolière. D'après Sara Helm, elle fournit déjà des informations aux services secrets britanniques à ce moment-là.
Lorsque son père, Maximilian Rosenberg décède en 1932, après avoir fait faillite, Vera Atkins vit en Roumanie avec sa mère avant d'émigrer au Royaume-Uni en 1937 lorsque la situation politique politique se dégrade en Europe.
La famille adopte alors le nom de famille de Hilda Atkins.
Vera Atkins reste célibataire et vit dans un appartement à  Londres avec sa mère jusqu'à la mort de celle-ci en 1947. Elle n'obtient la nationalité britannique qu'en 1944.

### Seconde Guerre mondiale
Avant la guerre, Vera Atkins est remarquée par l'espion canadien William Stephenson du British Security Co-ordination qui l'envoie en mission d'enquête à travers l'Europe pour obtenir des informations sur la menace nazie.
Au printemps 1940, avant de rejoindre le Special Operations Executive (SOE), elle se rend aux Pays-Bas (ou à Anvers selon certaines sources) pour payer 150 000 $ à un officier de l'Abwehr, Hans Fillie, pour un passeport permettant à un membre de sa famille de quitter la Roumanie. Ce cousin accepte en retour de fournir des renseignements aux nazis. Mais, entre-temps, les Allemands envahissent les Pays-Bas le 10 mai 1940 et Vera Atkins s'y retrouve bloquée. Après s'être cachée, elle peut regagner la Grande-Bretagne à la fin de 1940 avec l'aide d'un réseau de résistance belge. Elle a toujours caché cet épisode qui n'a été révélé qu'après sa mort.

#### Le Special Operation Executive
En 1941, Vera Atkins rejoint la section française du Special Operation Executive, la section F. Sa connaissance parfaite de plusieurs langues, fait d'elle une candidate de choix. Elle devient rapidement l'adjointe principale de Maurice Buckmaster, le chef de la section. Elle est chargée d'interviewer les recrues, organiser leur formation et planifier leur réception dans des territoires français occupés par les nazis. Les recrues, hommes et femmes, n'ont en général aucune formation militaire, elles sont choisies pour leur bilinguisme et leur capacité à vivre dans la clandestinité. Vera Atkins a été en charge de 470 agents, dont 39 femmes,.
En Août 1944 : elle est nommée chef d'escadron dans la Force Féminine Auxiliaire de l'Aviation (WAAF) au sein de la Royal Air Force.[réf. souhaitée]
Elle est ensuite officiellement promue officier de renseignement[réf. souhaitée].

### Après guerre
Les insuffisances des services britanniques du SOE et particulièrement l'incompétence de Maurice Buckmaster qui refusent de croire que leur réseau est compromis jusqu'à ce que les Allemands, sur ordre d'Hitler, envoient des messages ironiques remerciant la Section F pour l'argent et les armes à feu, ont envoyé 27 agents à leur arrestation et à la mort pendant plus d'un an, malgré les avertissements. Cette culpabilité serait une des raisons pour lesquelles Vera Atkins passe plus d'un an à parcourir l'Allemagne en ruines à la recherche des agents disparus.
Le SOE étant dissous à la fin 1945, les recherches de Vera Atkins sont financées par le Secret Intelligence Service qui la fait officière du Women’s Auxiliary Air Force’s Squadron. Elle interroge les gardiens de camps, les soldats, etc. Dans le cadre de ces recherches, elle est amenée à interroger Hugo Bleicher, un agent de l’Abwehr ayant démantelé plusieurs réseaux de résistance en France, et Rudolf Höss, le commandant d'Auschwitz. Elle parvient à confirmer la mort de 117 des 118 agents disparus et à leur donner une sépulture. Parmi ces agents figurent Eliane Plewman, Andrée Borrel, Madeleine Damerment, Vera Leigh, Gilbert Norman, Sonya Olschanezky, Diana Rowden, Francis Suttill, Violette Szabo et Yolande Beekman,,,.
Elle a alors la surprise d'apprendre qu'Horst Kopkow, officier de la SS qu'elle interroge personnellement, était protégé par le MI5.[réf. nécessaire]
Elle est démobilisée en 1947. De 1948 à 1952, elle travaille pour l'UNESCO au Central Bureau for Educational Visits and Exchanges et en devient directrice en 1952 jusqu'à ce qu'elle prenne une retraite anticipée en 1961 et se retire à  Winchelsea dans le Sussex.
Vera Atkins n'a jamais écrit des mémoires mais a accordé de nombreuses interviews et fait bénéficier de son expertise la réalisation de deux films sur deux de ses agentes, Odette, Agent S23 (1950) de Herbert Wilcox sur Odette Sansom et Carve Her Name With Pride de Lewis Gilbert sur Violette Szabo.
Elle aide également Jean Overton Fuller à la rédaction d'un livre sur la vie de Noor Inayat Khan. Plus tard, Jean Overton Fuller, tout comme certains anciens agents du SOE soupçonnent Vera Atkins d'avoir été un agent soviétique ou d'avoir travaillé pour les Allemands. La grande discrétion dont elle entoure son passé et le mystère autour de son voyage aux Pays-Bas en 1940, lui ont sans doute porté préjudice, en tout cas ces hypothèses sont considérées comme hautement improbables par les spécialistes.
Elle meurt le 24 juin 2000 à Hastings, à l'âge de 92 ans après avoir vécu dans une maison de retraite. Ses cendres ont été dispersées à Zennor, en Cornouailles, au cimetière de Sainte-Senara où elle partage une plaque commémorative avec son frère Guy Atkins,.

## Reconnaissance
- Croix de guerre 1939-1945, France, 1948[11]
- Commandant de la Légion d'honneur, 1987[4]
- CBE (Commandeur de l’ordre de l’Empire britannique), UK, 1997[11]

Selon certaines sources[réf. souhaitée] (notamment une notice nécrologique), l’écrivain Ian Fleming, qui connaissait Vera Atkins et Maurice Buckmaster, les aurait pris partiellement comme modèles pour « Miss Moneypenny » et « M » dans ses romans d’espionnage James Bond. Selon la secrétaire du SOE advisor, Ian Fleming jugeait cela fort peu probable tout en reconnaissant que Fleming, qui travaillait au renseignement de la Marine, aurait pu croiser Vera Atkins « quand elle se rendait dans la pièce 055a, quelque part dans un couloir qui reliait le bâtiment à l’ancien ministère de la Guerre » [pas clair].

## Dans la culture
Vera Atkins est l'un des personnages principaux du film A Call to Spy (en)(également connu sous le nom de Liberté: A Call to Spy), film dramatique historique américain de 2019 écrit et produit par Sarah Megan Thomas (en) et réalisé par Lydia Dean Pilcher (en). Le film est inspiré de l'histoire de trois femmes qui ont travaillé comme espionnes dans l'armée secrète de Churchill. Il met en vedette Sarah Megan Thomas dans le rôle de Virginia Hall, Radhika Apte dans celui de Noor Inayat Khan et Stana Katic dans celui de Vera Atkins.

### Ouvrages
- (fr) Michael R. D. Foot, Des Anglais dans la Résistance. Le Service Secret Britannique d'Action (SOE) en France 1940-1944, annot. Jean-Louis Crémieux-Brilhac, Tallandier, 2008,  (ISBN 978-2-84734-329-8) /  (EAN 9782847343298). Traduction en français par Rachel Bouyssou de (en) SOE in France. An account of the Work of the British Special Operations Executive in France, 1940-1944, London, Her Majesty's Stationery Office, 1966, 1968 ; Whitehall History Publishing, in association with Frank Cass, 2004.Ce livre présente la version officielle britannique de l’histoire du SOE en France.
- Sarah Helm (trad. de l'anglais par Jean-François Sené), Vera Atkins, une femme de l'ombre : la résistance anglaise en France, Paris, Éditions du Seuil, octobre 2010, 503 p. (ISBN 978-2-02-098536-9) ; traduction de (en) Sarah Helm, A Life in Secrets : The Story of Vera Atkins and the Lost Agents of SOE, Londres, Little, Brown and Company, mai 2005, 1re éd., 463 p. (ISBN 978-0-316-72497-5, LCCN 2005363498) [Une vie secrète : l'histoire de Vera Atkins et des agents perdus du SOE]
- (en) William Stevenson, Spymistress : The Life of Vera Atkins, the Greatest Female Secret Agent of World War II, Arcade Publishing, novembre 2006, 354 p. (ISBN 978-1-55970-763-3, lire en ligne) - [Maîtresse espionne : la vie de Vera Atkins, la plus grande espionne de la Seconde Guerre mondiale][12].
- (en) Sarah Rose. D-Day Girls. The Spies Who Armed the Resistance, Sabotaged the Nazis, and Helped Win World War II. Broadway Books, New York, 2020.  (ISBN 9780451495099)

## Filmographie
Un documentaire est consacré à Vera Atkins :
- Guerre secrète, série documentaire britannique (produit et dirigé par J. Martin O. Hugues), WMR productions & IMG entertainment, 2011 ; épisode no 9 : La Chef espionne et le fiasco en France de Serena Davies, 2011, diffusion sur la chaîne Histoire le 25 mars 2012.

Vera Atkins apparaît comme témoin dans d’autres documentaires ou films, notamment :
- Genevieve Simms, Into The Dark. Ce court-métrage contient des enregistrements d'entretiens avec Vera Atkins.
- Sebastian Faulks, Churchill’s Secret Army, BBC Channel 4, 1999.

Elle est aussi un des personnages principaux, avec Virginia Hall et Noor Inayat Khan, du film historique A Call to Spy (en) (2019) produit par Sarah Megan Thomas (en).